# Kampf um Norwegen – Feldzug 1940
Kampf um Norwegen – Feldzug 1940 ist ein 1940 durch das Oberkommando der Wehrmacht in Auftrag gegebener, durch die UFA produzierter und von Martin Rikli erstellter deutscher Propagandafilm. Die Filmrollen wurden auf Nitratbasis hergestellt. Die Spezialeffekte durch Atelier Hans Neuberger und UFA-Trickatelier gewährleistet.

## Inhalt
Der Film zeigt in Graphiken und Dokumentarmaterial den Überfall der Wehrmacht auf Norwegen. Im Film wird der Einsatz aller Waffengattungen bei der Besetzung Norwegens dargestellt. Er endet heroisch mit der Zeichnung der Kapitulationsurkunde der Norweger und dem Hissen der Reichskriegsflagge durch Vertreter der eingesetzten Verbände vor dem Hintergrund eines malerischen Fjords.

## Filmgeschichte
Der Film galt lange Zeit als verschollen. Er wurde erst im Jahr 2000 von dem norwegischen Filmhistoriker Jostein Saakvitne zufällig im Angebot eines Militaria-Online-Auktionshauses gefunden. Hierbei handelte es sich um fünf Filmrollen mit einem Gesamtgewicht von 20 Kilogramm. Der Film wechselte anonym für weniger als 1000 Euro den Besitzer.
Am 20. September 2006 wurde der Film erstmals nach dem Krieg durch das Filminstitut Oslo uraufgeführt. In Deutschland kam der Film nicht zur Aufführung.
Durch Ragnar Løvberg vom norwegischen Filminstitut wurde der Film digitalisiert. Die Originalrollen lagern mittlerweile in Mo i Rana, dem Bergmagazin der norwegischen Nationalbibliothek.